# ذا شي سبوت
ذا شي سبوت: لماذا تعد النساء العامل المحدِّد في تغيير العالم- وكيف نصل إليهن؟ هو كتاب غير روائي صدر عام 2008 من تأليف ليزا ويتر وليزا تشين.

## نبذة عن الكتاب
يبحث الكتاب في تأثير المرأة على التغيير المجتمعي وما تمتلكه من أثر على العالم ككل، بالإضافة إلى تأثيرها في مجال العمل التطوعي. يتضمن الكتاب العديد من دراسات الحالة واستطلاعات الرأي ويطرح كذلك احتمالية أن يكون تمثيل المرأة ناقصًا في هذه الاستطلاعات والدراسات. يغطي الكتاب أيضًا احتمالية التشويه الذي تتعرض له النساء خلال عملية التسويق.

## التعليق النقدي على الكتاب
تلقى الكتاب نقدًا إيجابيًا، فقد وصفته مجلة بابليشرز ويكلي الأمريكية بأنه «دليل مدروس ومفيد للمسوقين غير الربحيين». كتب مات كينسي، الذي يعمل لصالح وكالة أدفيرتايزمنت إيج، أن الكتاب كان «مادة دسمة للنقاش» لكنه لم يكن متأكدًا من أن «أسلوب ويتر وتشين، قادر لوحده على جذب جمهور نسائي مخلص». ذكرت مراجعة في مجلة فور وورد، كتبتها ماري سبيرو أنه «إذا وافق المرء على فرضية أنه لطالما كان التسويق متمحورًا حول الذكور بالدرجة الأولى، أو أن الاستراتيجيات التي تقدمها الكاتبتان مناسبة بشكل متفرد للتأثير على النساء، فإن هذا النص يقدم الكثير من النصائح العملية لمن يسعون إلى اجتذاب الإناث من العملاء» إضافة إلى أن نهاية فصل الكتاب تقدم «إلهامًا سريعًا».